# Zentralrat der Muslime in Deutschland
Der Zentralrat der Muslime in Deutschland e. V. (ZMD) zählt neben der Türkisch-Islamischen Union der Anstalt für Religion (DITIB), dem Verband der Islamischen Kulturzentren (VIKZ) und dem Islamrat für die Bundesrepublik Deutschland (ISLAMRAT) zu den vier großen islamischen Dachverbänden in Deutschland. Der Verband vertritt über seine 22 Mitgliedsorganisationen etwa 10.000 bis 20.000 muslimische Haushalte.

## Leitung
Gründungsvorsitzender war Nadeem Elyas, der von 1994 bis 2006 Vorsitzender war. Später wurde er Ehrenvorsitzender des Zentralrats. Zu seinem Nachfolger wurde 2006 Ayyub Axel Köhler gewählt. Ihm folgten 2010 Aiman Mazyek, der bis dahin als Generalsekretär im Zentralrat gearbeitet hatte, und 2024 Abdassamad El Yazidi. Die Funktion des Generalsekretärs übt Aladdin Beiersdorf-El Schallah aus. Stellvertretende Vorsitzende sind Özlem Basöz und Samir Bouaissa. Schatzmeister ist Mohamed Abu El-Qomsan.

## Organisationsstruktur
Der Zentralrat der Muslime hat neben ordentlichen Mitgliedern auch diverse Landesverbände gegründet. Es gibt folgende offizielle Landesverbände und Vertretungen:
- Baden-Württemberg
- Bayern
- Berlin
- Hamburg
- Hessen
- Niedersachsen
- Nordrhein-Westfalen
- Rheinland-Pfalz
- Sachsen-Anhalt
- Saarland
- Thüringen

## Bedeutung und Abgrenzung
Im ZMD sind mehrheitlich nichttürkische Muslime organisiert. Organisationen arabischer, deutscher und multi-ethnischer Herkunft sind beteiligt. Dessen Zusammensetzung bildet laut Selbstdarstellung „die ganze Vielfalt der Muslime in Deutschland“ ab. Die Bedeutung des Zentralrats in Deutschland ergibt sich aus dieser multi-ethnischen Zusammensetzung, durch die sich der ZMD von den türkisch geprägten Dachverbänden DİTİB, Islamrat und Verband der Islamischen Kulturzentren unterscheidet.
Das Oberverwaltungsgericht für das Land Nordrhein-Westfalen entschied am 9. November 2017: „Islamverbände“ sind keine Religionsgemeinschaften im Sinne des Gesetzes. Der Zentralrat der Muslime und auch der ebenfalls klagende „Islamrat“ erfüllen nicht die Voraussetzung, um als Religionsgemeinschaften im Sinne des Grundgesetzes zu gelten. Damit haben sie auch keinen Anspruch gegen das Land Nordrhein-Westfalen auf die allgemeine Einführung islamischen Religionsunterrichts in den öffentlichen Schulen, entschied das Gericht (AZ: 19 A 997/02). Die Richter in Münster bezweifelten vor allem, ob die Dachverbände über eine ausreichende Lehrautorität gegenüber ihren Mitgliedsverbänden verfügen. Eine Revision gegen das Urteil ließ das Gericht nicht zu. Der ZMD erhob gegen das Urteil vor dem Bundesverwaltungsgericht erfolgreich Nichtzulassungsbeschwerde - eine endgültige Entscheidung steht aus. Im Mai 2023 wurde die Klage auf Mitwirkung vom Zentralrat zurückgezogen.

## Geschichte
Der Verein ging 1994 aus dem Islamischen Arbeitskreis Deutschland hervor. Im Jahr 2000 trat die mit 22.000 Mitgliedern größte Teilorganisation, der Verband der Islamischen Kulturzentren, überraschend aus dem ZMD aus und begann sich stärker von der nicht-muslimischen Gesellschaft abzusondern. Der größte Mitgliedsverband war von nun an die Union der Türkisch-Islamischen Kulturvereine in Europa.
Von der Gründung 1994 bis zum 30. Juni 2006 war Eschweiler Sitz des Zentralrats. Der ZMD ist Gründungsmitglied des seit April 2007 bestehenden Koordinierungsrats der Muslime.

## Ziele
Gemeinsam mit dem Islamrat hat er Kommissionen ins Leben gerufen, die sich für die Erteilung islamischen Religionsunterrichts an deutschen Schulen und eine Ausnahmegenehmigung für das Schächten in Deutschland einsetzt.

„Der Zentralrat der Muslime in Deutschland […] versteht sich als Diskussions- und Handlungsebene seiner Mitglieder und nimmt die Aufgabe eines Dialog- und Ansprechpartners für den deutschen Staat, die Verwaltung und die anderen Gruppen der Gesellschaft wahr.“

„Der Zentralrat will die Moscheegemeinden, islamischen Vereine, Verbände und Dachorganisationen weder ersetzen noch mit ihnen konkurrieren, er will vielmehr ihre gemeinsamen Interessen als Gesellschaftsgruppe vor den Behörden vertreten und die Rechte, die ihnen als Religionsgemeinschaft zustehen, in ihrem Namen verlangen.“

## Finanzierung
Der ZMD finanziert sich vor allem durch Mitgliedsbeiträge, Spendensammlungen in Moscheen und private Zuwendungen.

## Kritik

### Haltung zur Scharia
Dem Zentralrat wird vorgeworfen, sich nicht grundsätzlich von der Scharia distanziert zu haben. Der ehemalige Zentralratsvorsitzende Ayyub Köhler entgegnete, dass die Muslime sich gar nicht von der Scharia distanzieren wollen, da in ihr die Ethik des Islams festgelegt sei. Daneben setze die Scharia „nur Rechtsgrundsätze für Muslime“, sei „ein Weg, eine Richtschnur für Muslime“, die nicht in Deutschland eingeführt werden solle. Die „extremen Beispiele der islamischen Rechtspflege“ „Todesstrafe, Auspeitschen und Handabhacken“ machten dagegen nur einen geringen Teil der Scharia aus.

### Islamische Charta
Die These 19 der „Islamischen Charta“ – „Es besteht kein Widerspruch zwischen der islamischen Lehre und dem Kernbestand der Menschenrechte“ – wurde im Jahr 2003 vom Kirchenamt der Evangelischen Kirche in Deutschland als zu wenig klar kritisiert.

„Es ist positiv hervorzuheben, dass man eine Übereinstimmung im Kernbestand, insbesondere dem Schutz des Individuums vor dem Missbrauch staatlicher Gewalt, sieht und dabei erneut auf die Notwendigkeit der Anerkennung der „lokalen Rechtsordnung“ hinweist. Doch gleichzeitig bedeutet die Formulierung „Kernbestand“, dass bestimmte Bereiche der internationalen Menschenrechtserklärungen nicht als verpflichtend angesehen werden. Der Zentralrat scheint in seiner Auffassung der Position islamischer Menschenrechtserklärungen (von 1981 und 1990) zu folgen, in denen Menschenrechte als Geschenk und Gnade Gottes verstanden und an die Erfüllung religiöser Pflichten gebunden werden. Angesichts der Befürchtungen, die sich nicht nur bei Nicht-Muslimen, sondern auch in großen Teilen der muslimischen Bevölkerung mit einer konservativen Interpretation der Scharia verbinden, trägt diese These nicht zur Vertrauensbildung bei, sondern bestätigt vorhandene Befürchtungen. Es ist dringend erforderlich von muslimischer Seite klarzustellen, dass Verstöße gegen grundlegende Prinzipien der Allgemeinen Menschenrechte nicht religiös gerechtfertigt und legitimiert werden dürfen.“

### Verbindung zum Islamismus
Insbesondere wird dem Zentralrat von einigen Kreisen vorgeworfen, sich nach außen hin dialogbereit darzustellen, während nach innen die Errichtung einer islamischen Gesellschaft in Deutschland Ziel sei. Auch soll er von einem ehemaligen Mitgliedsverein, der DMG, ehemals Islamische Gemeinschaft in Deutschland (IGD), stark beeinflusst worden sein. Die IGD gilt dem Verfassungsschutz als deutscher Ableger der internationalen, islamistischen Muslimbruderschaft. Am 23. Januar 2022 wurde die DMG aus dem Zentralrat der Muslime ausgeschlossen.
Im Hinblick auf den Vorrang der deutschen Rechtsordnung vor religiösen Vorschriften werden auch Internetseiten des Zentralrats kritisch betrachtet, die darstellen, dass Muslime nur insoweit an die Einhaltung von Rechtsnormen eines nicht-islamischen Rechtsstaats, in dem sie sich aufhalten, gebunden seien, „solange diese nicht im Widerspruch zum Islam stehen“.

### Verbindungen zum türkischen Rechtsextremismus
Der Bundesverfassungsschutz ordnete erstmals offiziell im Jahr 2020 den ZMD-Mitgliedsverband, zugleich Gründungsmitglied des ZMD, ATIB (Union der Türkisch-Islamischen Kulturvereine in Europa) der türkisch-rechtsextremen Ülkücü-Bewegung zu.

### Haltung zum Terrorangriff der Hamas auf Israel
Nach dem Terrorangriff der Hamas auf Israel 2023 am 7. Oktober 2023 wurden die deutschen Muslimverbände gleichentags vor allem auf der Plattform X dafür kritisiert, dass sie den Angriff nicht klar verurteilen würden und sich nicht mit Israel solidarisierten. Der Zentralrat publizierte am 8. Oktober ein Statement:
Wir verurteilen die jüngsten Angriffe der Hamas auf Zivilisten und rufen dazu auf, sofort die Gewalt zu beenden. Damit nicht noch mehr Opfer in der Zivilbevölkerung beklagt werden, müssen alle Seiten jetzt die Kampfhandlungen sofort einstellen.
Zutiefst verstörend ist, dass Siedler flankiert durch die israelische Armee seit zwei Jahren palästinensische Dörfer und die Al-Aqsa Moschee angreifen, ohne dass die internationale Gemeinschaft eingreift.

Deutsche Juden und Muslime dürfen sich durch die jüngste Gewaltspirale im Nahen Osten nicht auseinander dividieren lassen. Sie sind Geschwister im Glauben an den Einen Gott und solidarisieren sich gemeinsam für den Frieden hier und im Nahen Osten.
Das Statement wurde von politischer und medialer Seite heftig kritisiert. Der baden-württembergische Finanzminister Danyal Bayaz (B90/Die Grünen) schrieb auf der Plattform X deutlich: „Es ist ein beschämender Offenbarungseid. Solidarität mit #Israel ist nicht relativierbar, schon gar nicht nach den gestrigen bestialischen Angriffen. Dazu kein Wort zu den Bildern feiernder Menschen in Neukölln. Ihr seid lost!“ Journalisten wie der „Focus“-Kolumnist Jan Fleischhauer oder RTL-Politikchef Nikolaus Blome äußerten, der Zentralrat habe sich damit als ernstzunehmender Gesprächspartner disqualifiziert. Ähnlich äußerte sich CDU-Präsidiumsmitglied Jens Spahn, der ebenfalls kritisierte, dass es der Zentralrat der Muslime nicht schaffe, „sich klar zu distanzieren und das Selbstverteidigungsrecht Israels anzuerkennen.“ In der taz schrieb Daniel Bax hingegen, man könne den großen Verbänden nicht vorwerfen, dass sie den Terror der Hamas gutheißen würden. Tatsächlich hätten die großen Dachverbände sogar erstaunlich schnell reagiert und schon am 8. Oktober eine erste Erklärung abgegeben, in der sie die Gewalt verurteilten und vor einer Eskalation warnten. Die Vorwürfe der Politiker bezeichnete er als „Populismus, der Misstrauen sät“ und warf der Innenministerin Nancy Faeser vor, sie würde mit ihrer Forderung an Muslime, sich noch klarer gegen Antisemitismus zu stellen, jenen Generalverdacht fördern, dem sie angeblich entgegentreten wolle.

## Mitgliedsorganisationen des Zentralrats
(Stand: 2013)
1. Bundesverband für Islamische Tätigkeiten e. V., Aachen
2. Deutsch - Islamischer Vereinsverband (DIV - Rhein-Main)
3. Deutsche Muslim-Liga Bonn e. V. (DMLBonn)
4. Deutsche Muslim-Liga e. V.
5. Freier Verband der Muslime FVM e. V.
6. Haqqani Trust – Verein für neue deutsche Muslime e. V. / Osmanische Herberge, Kall
7. Haus des Islam e. V. (HDI), Lützelbach
8. Islamische Arbeitsgemeinschaft für Sozial- und Erziehungsberufe e. V. (IASE)
9. Islamische Gemeinde Saarland e. V. (IGS), Saarbrücken
10. Islamische Gemeinschaft Braunschweig e. V. (IGB)
11. Islamische Gemeinschaft in Hamburg e. V. (IGH)
12. Islamisches Bildungswerk e. V., Duisburg
13. Islamisches Zentrum Aachen e. V. (IZA)
14. Islamisches Zentrum Dresden e. V.
15. Islamisches Zentrum Hamburg e. V. (IZH)
16. Islamisches Zentrum München e. V. (IZM)
17. Muslim Studenten Vereinigung in Deutschland e. V. (MSV), Köln
18. Union der Islamisch Albanischen Zentren in Deutschland (UIAZD)
19. Union der Türkisch-Islamischen Kulturvereine in Europa e. V. (ATIB), Köln
20. Union des Musulmans Togolais en Allemagne e. V. (UMTA)
21. Vereinigung Islamischer Gemeinden NRW e. V. (VIG NRW)

Assoziierte Mitglieder:
1. Deutsch-Islamische-Moscheestiftung Düsseldorf (DIMS)
2. Islamische Gemeinschaft der Bosniaken in Deutschland
3. Rat der Imame und Gelehrten in Deutschland (RIGD), Frankfurt a. M.
4. Deaf-Islam e. V.
5. Islamische Gemeinde in Erlangen e. V. (IGE)
6. Stuttgarter Moscheeverein e. V.